# Kobayakawa Hideaki
En aquest nom japonès, el cognom és Kobayakawa.
Kobayakawa Hideaki (小早川秀秋, 1577 – 1 de desembre de 1602) va ser un samurai i dàimio japonès del període Sengoku de la història del Japó. Fou el cinquè fill de Kinoshita Iesada i nebot de Toyotomi Hideyoshi.

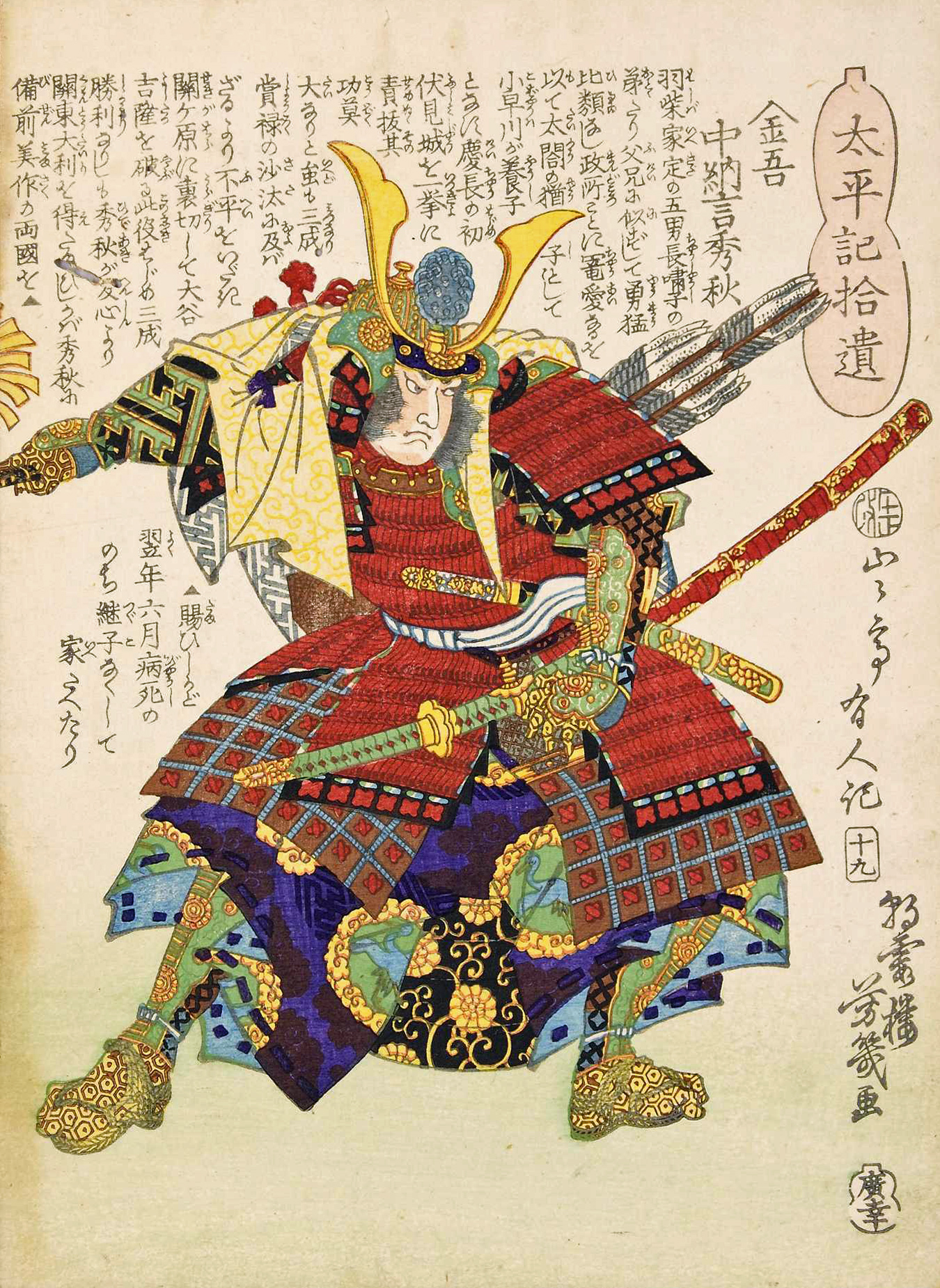
Ukiyo-e de Kobayakawa Hideaki

Fou adoptat per Hideyoshi pel que s'anomenà a si mateix Hashiba Hidetoshi (羽柴秀俊) i Shusen (秀栓). Va ser adoptat més tard també per Kobayakawa Takakage pel que se reanomenà a Hideaki.
Durant la Batalla de Keicho, comandà els reforços per a rescatar el Castell d'Ulsan de l'exèrcit Ming. Lluitant en el front de batalla amb una llança, pogué capturar un comandant enemic i anul·là amb èxit el setge. Hideyoshi considerà que Hideaki era un general imprudent pel que el va privar del seu domini en la Província de Chikugo després que les tropes regressaren de les campanyes en Corea. Hideaki, enfurit amb aquesta acció, cregué que Ishida Mitsunari estava darrere d'aquesta decisió pel que mai el perdonà ni oblidà aquest esdeveniment.
Abans de la batalla de Sekigahara, Hideaki es trobava a Osaka i va actuar com si anés a prendre partit per Mitsunari quan les seues veritables intencions era de trair-lo mantenint comunicació secreta amb Tokugawa Ieyasu. Mitsunari i Otani Yoshitsugu, sabent dels sentiments que guardava, li van oferir el lloc de kampaku fins que Toyotomi Hideyori tinguera l'edat suficient per a governar per si solament a més d'un parell de dominis addicionals als voltants d'Osaka després de la victòria. El dia de la batalla, les forces de Ieyasu no tenien un avantatge clar, les tropes d'Ukita Hideie tenien avantatge sobre les de Fukushima Masanori, Otani Yoshitsugu també la tenia sobre les tropes de Todo Takatora. Hideaki no havia fet cap moviment fins aleshores i Ieyasu va ordenar que els atacaren per a forçar la traïció. Hideaki llavors ordenà que atacaren a les tropes d'Otani i encara que al principi el seu atac va ser repel·lit, la resta dels samurais que havien promès trair a Ishida actuaren pel que la batalla acabà en menys d'un dia i les tropes de Mitsunari foren liquidades.
Després d'aquesta batalla, va tenir èxit durant el Setge de Sawayama defensat pel pare de Mitsunari, Ishida Masatsugu pel que va guanyar la Província de Bizen i la de Mimasaka amb un total de 550,000 koku.
Hideaki morí sobtadament dos anys després i sense un hereu, pel que el clan Kobayakawa es dispersà.